# Перископическая антенна
Перископи́ческая анте́нна — относится к классу зеркальных антенн. Получила своё название из-за конструкции, подобной устройству перископа.

## Общие сведения
Перископическая антенна является разновидностью зеркальных направленных антенн. Её особенность в конструкции состоящей из двух разнесённых частей.
А именно, излучающей, расположенной у основания антенной мачты (башни) и переизлучающей или зеркала, расположенного наверху мачты.
Главное преимущество таких антенн заключается в возможности, без ухудшения технических характеристик, устанавливать излучающую антенну у поверхности земли. Кроме того, она характерна отсутствием длинных волноводных питающих трактов. Это существенно облегчает её строительство, обслуживание и повышает надёжность всей системы.

## Конструкция
Перископическая антенна, как правило, включает в себя рупорный излучатель, подающий сигнал на излучающую антенну, расположенную у основания антенной мачты. Обычно излучающая антенна имеет параболическую или эллиптическую форму с тем, чтобы расходящийся сигнал рупорного излучателя, отражаясь, преобразовывался в луч направленный к переизлучающему зеркалу расположенному в верхней части мачты. При этом, переотражающее зеркало плоское, чтобы падающий луч неё не расфокусировался. Этому зеркалу придают требуемую, для приёма/передачи сигнала, направленность.

## Применение
Преимущественно перископические антенны находят применение в устройстве радиорелейной связи. Однако, особенности её конструкции могут быть востребованы и в ряде других случаев, например, при создании радиотелескопов.